# 13396 Midavaine
13396 Midavaine este un asteroid din centura principală de asteroizi.

## Descriere
13396 Midavaine este un asteroid din centura principală de asteroizi. A fost descoperit pe 11 septembrie 1999 la Saint-Michel-sur-Meurthe de Laurent Bernasconi. Asteroidul prezintă o orbită caracterizată de o semiaxă mare de 2,59 ua, o excentricitate de 0,18 și o înclinație de 9,2° în raport cu ecliptica.